# Phytobia pruinosa
Phytobia pruinosa är en tvåvingeart som först beskrevs av Daniel William Coquillett 1902.  Phytobia pruinosa ingår i släktet Phytobia och familjen minerarflugor.
Artens utbredningsområde är Colorado. Inga underarter finns listade i Catalogue of Life.